# هاینکل ۱۱۶
هاینکل ۱۱۶ (به انگلیسی: Heinkel He 116) یک هواگرد ساختِ کارخانهٔ هاینکل در کشور آلمان است که در سال ۱۹۳۷–۱۹۳۸ ساخته شد. نخستین استفاده‌کنندهٔ این هواگرد دویچه لوفت هانزا بوده‌است.